# Línea 4D (Suburbanos Montevideo)
La línea 4D de la red de transporte suburbano de Montevideo une la ciudadela de Montevideo con Las Piedras.

## Creación
Esta línea fue operada desde sus inicios por la entonces Cooperativa Obrera de Transporte, siendo nombrada 4D negro. Al igual que muchas otras líneas del departamento de Canelones, su denominación hace referencia a la cuarta sección de policía de Las Piedras.  La cooperativa Codet fue su único operador hasta el año 2007, año en el que se realizó una reestructura en el transporte suburbano y debido a las complicaciones que dicha cooperativa atravesaba, fue cesada de sus actividades y sus líneas, incluyendo esta, pasaron a manos de la cooperativa COETC, quien la opera hasta el presente, conservando su denominación (a diferencia del ramal rojo, el cual actualmente es 4DR). También contó con una variante especial llamada 4DD, la cual fue suprimida en el año 2020. Desde el año 2020 opera dentro del Sistema de Transporte Metropolitano.